# 宋氏特
孝明皇后（越南语：／；1680年—1716年3月5日），名宋氏特（越南语：／），又名宋氏權（越南语：／），越南鄭阮紛爭時期阮主阮福淍的正室。

## 生平
宋氏特是承天香茶人，本姓胡，其父是掌營胡文梅，入宮後改姓宋，初封第四右宮嬪，尋晉封為昭儀。生下二子：阮肅宗阮福澍及倫國公阮福泗。永盛十二年二月十二日（1716年3月5日）去世，壽三十七歲。追贈為慈慧明妃列夫人（越南语：／）。景興五年四月十二日（1744年5月23日），武王阮福濶追贈為慈惠恭淑敬妃（越南语：／），後追加懿德二字，為慈惠恭淑懿德敬妃（越南语：／）。
嘉隆五年六月初八日（1806年7月23日），阮福映追尊宋敬妃為慈惠恭淑懿德敬穆孝明皇后（越南语：／），葬於永清陵，並安其神主於太祖廟左三室。

## 冊文
嘉隆五年（1806年），皇后冊文：
承乾曰坤，配帝曰后。禮起於義，敬施所尊，所以正宗廟之禮也。欽惟慈惠恭淑懿德宋敬妃殿下，簮珥芳儀，琚珩淑德。齊媚肅椒宮之範，鷄鳴克相憂勤；鍾毓徵華渚之祥，麟趾永垂昌大。肆今仰承餘澤，光啓丕基。載考禮文，廑揚懿美。謹奉金冊，上尊號曰慈惠恭淑懿德敬穆孝明皇后。伏惟焄蒿如在，鑒格有孚。默相邦家，永延磐泰。